# Museu de Arte Sacra da Arquidiocese de Curitiba
O Museu de Arte Sacra da Arquidiocese de Curitiba (MASAC) é uma instituição da Arquidiocese de Curitiba dedicada à conservação de peças ligadas à história da Igreja Católica na capital paranaense.

## Histórico
Inaugurado em 12 de maio de 1981, o MASAC está instalado no anexo da Igreja da Ordem Terceira de São Francisco das Chagas, que é o templo mais antigo da cidade, no Centro Histórico de Curitiba. Antes o museu estava sediado no Seminário Menor da Arquidiocese, na Rodovia do Café.
A coleção do museu foi iniciada pelos Arcebispos Dom Manuel Silveira D’Elboux e Dom Pedro Fedalto. Fiéis levantaram fundos, por meio da primeira Festa de São Francisco da Ordem, a fim de restaurar a Igreja da Ordem e criar um espaço adequado para preservação e exposição do acervo. A obra foi executada mediante convênio entre a Mitra Arquidiocesana, a Fundação Cultural de Curitiba e a Fundação Roberto Marinho. Colecionadores locais contribuíram para a ampliação do número de peças. 
Seu acervo contém cerca de oitocentos objetos de culto, paramentos litúrgicos, obras raras, mobiliário, fotografias, pinturas, imagens e objetos de uso pessoal, oriundos de diversas paróquias da região, do qual se destacam o altar-retábulo lateral da antiga igreja matriz, a imagem do século XVIII de Nossa Senhora da Luz dos Pinhais, padroeira da capital, a imagem do século XVII de Bom Jesus dos Pinhais, em terracota e a imagem de Nossa Senhora do Terço, em madeira policromada. 
Além da exposição permanente do acervo, são organizadas exposições temporárias com temas pertinentes à arte religiosa.

## Informações úteis
- Horário de visitação: Entre terça e sexta-feira: 9h às 12h e 13h às 18h; Sábado e domingo: 9h às 14h.

## Galeria

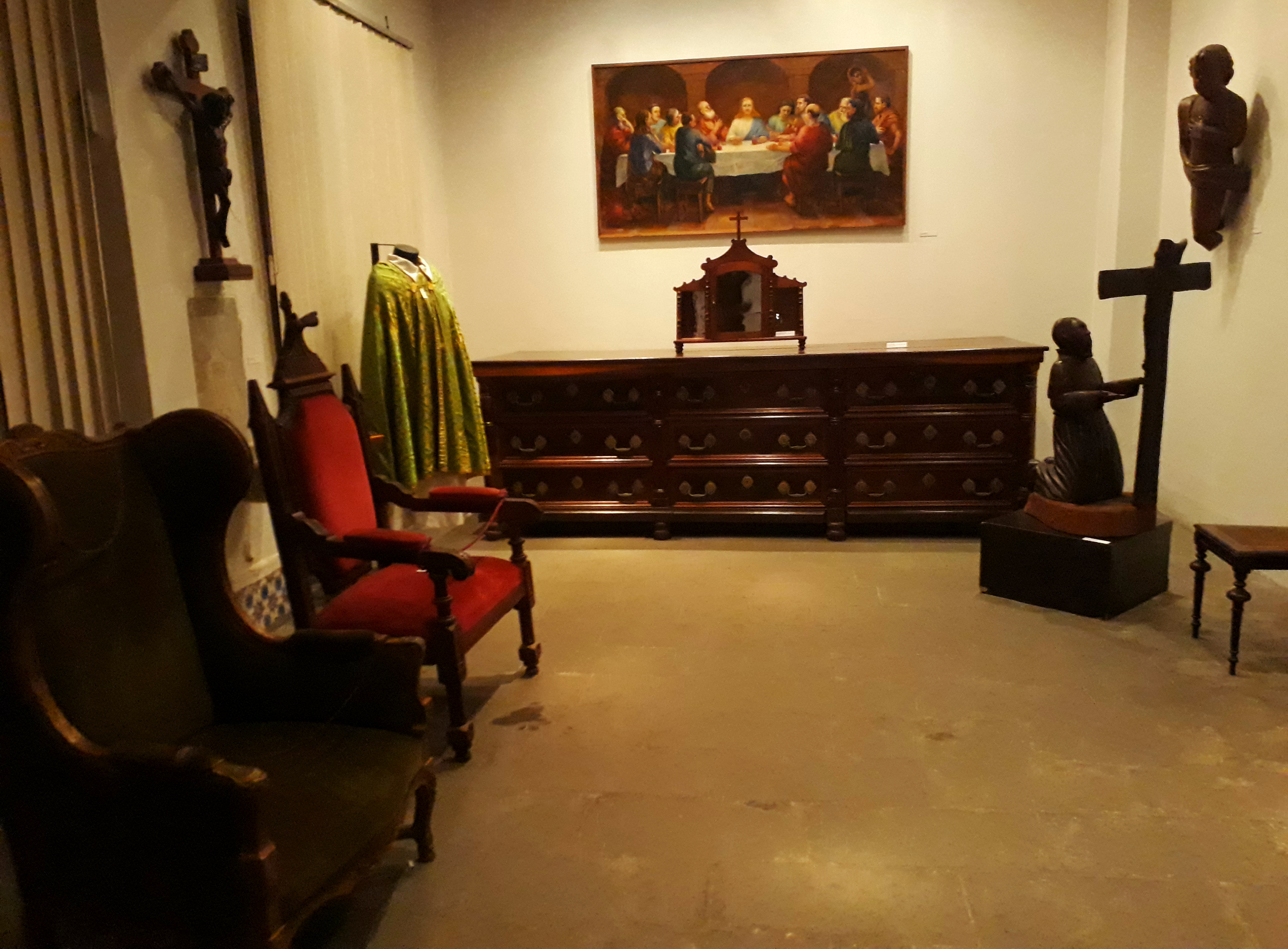
Interior do Museu.
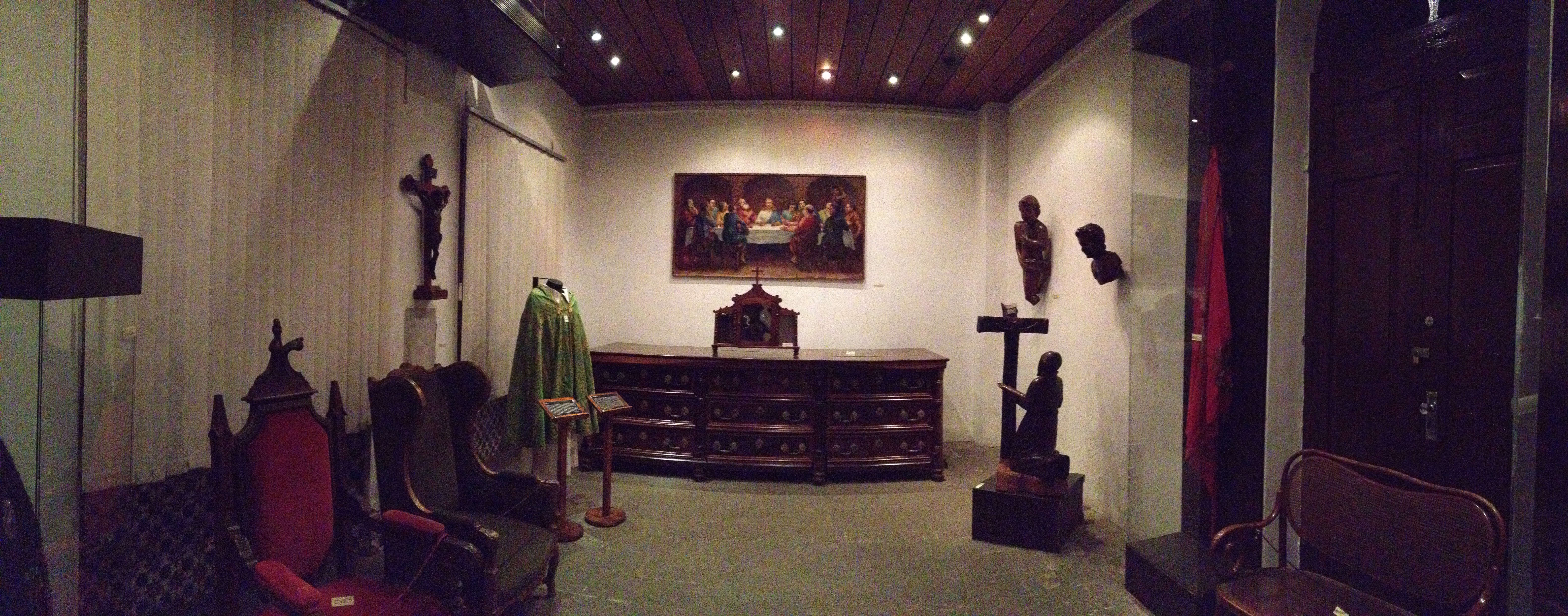
Interior do Museu.
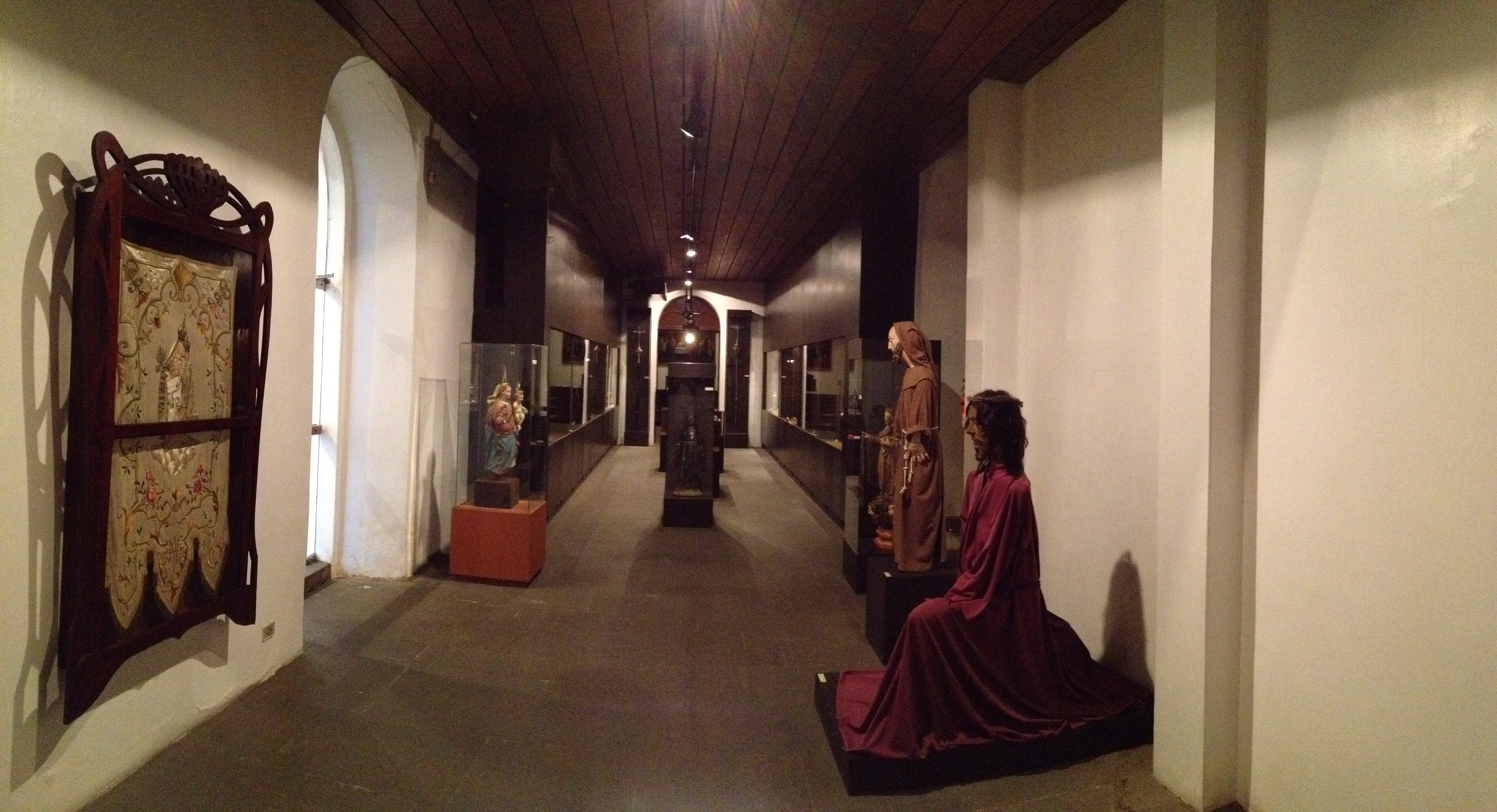
Interior do Museu.